# ركي (بهمئي غرمسيري الشمالي)
رکي (بالفارسية: رکی) هي قرية تقع في إيران في قسم بهمئي غرمسیري الشمالي الريفي. يقدر عدد سكانها بـ 69 نسمة بحسب إحصاء 2016.